# Juliet Roberts
Juliet Roberts (* 6. Mai 1962 in London) ist eine britische Pop-Jazz- und Soul-Sängerin und Arrangeurin mit grenadinischen Wurzeln.

## Leben und Werk
Julie Roberts begann 1980 mit ersten Aufnahmen und landete bereits 1983 ihren ersten Top-10-Hit mit der Single It’s Over (mit The Funk Masters). Im Juli 1983 veröffentlichte sie die Single Fool For You mit der Rückseite It’s Been a Long Long Time bei Bluebird Records, mit der sie im August 1983 Platz 77 bei den Gallup-Charts erreichte.
Ihr Debüt als reguläre Sängerin bei der Gruppe Working Week war 1984 Working Nights, das im April 1985 erschien. Im Jahr 1986 erschien das dritte Album Companeros; das zweite von drei mit Juliet Roberts. Das letzte Album mit ihr wurde im Jahr 1987 veröffentlicht. Anschließend machte sie mit einem Soloprogramm weiter. 1990 brachte sie zusammen mit Cathy Dennis das Studio-Album Move to This heraus.
1993 erschienen Roberts erste Tanzmusik-Jamsessions, mit der Hit-Single I Want You, die in den US-Dance-Charts Platz 1 und in den US-Billboard-Hot 100 Platz 44 erreichte und mit dem House-Musik-Titel Caught in the Middle. Ferner wurde sie im britischen Fernsehen als Gesangslehrerin populär, und als gefragte Backgroundsängerin konnte sie ebenfalls Erfolge verbuchen. Seit 1997 hatte sie drei Top-20-Hits: So Good, Bad Girls und Needin’ U II.

## Diskografie

### Alben
| Jahr | Titel         | Höchstplatzierung, Gesamtwochen, AuszeichnungChartsChartplatzierungen (Jahr, Titel, Platzierungen, Wochen, Auszeichnungen, Anmerkungen) | Anmerkungen |
| Jahr | Titel         | UK | Anmerkungen |
| ---- | ------------- | --- | ----------- |
| 1994 | Natural Thing | UK65 (1 Wo.)UK |             |

Weitere Alben
- 2002: Beneath the Surface

### Mit Working Week
- 1985: Working Nights (Virgin Records V2343), 1985
- 1986: Companeros (Virgin Records V2397), 1986
- 1987: Surrender (Virgin Records V2468), 1987

### Singles
| Jahr | Titel Album                        | Höchstplatzierung, Gesamtwochen, AuszeichnungChartplatzierungen (Jahr, Titel, Album, Platzierungen, Wochen, Auszeichnungen, Anmerkungen) | Höchstplatzierung, Gesamtwochen, AuszeichnungChartplatzierungen (Jahr, Titel, Album, Platzierungen, Wochen, Auszeichnungen, Anmerkungen) | Höchstplatzierung, Gesamtwochen, AuszeichnungChartplatzierungen (Jahr, Titel, Album, Platzierungen, Wochen, Auszeichnungen, Anmerkungen) | Höchstplatzierung, Gesamtwochen, AuszeichnungChartplatzierungen (Jahr, Titel, Album, Platzierungen, Wochen, Auszeichnungen, Anmerkungen) | Anmerkungen                   |
| Jahr | Titel Album                        | UK | US | R&B | Dance | Anmerkungen                   |
| ---- | ---------------------------------- | --- | --- | --- | --- | ----------------------------- |
| 1991 | Again Natural Thing                | UK33 (4 Wo.)UK | — | — | — | Charteinstieg in UK erst 1993 |
| 1992 | Free Love Natural Thing            | UK25 (3 Wo.)UK | — | — | Dance7 (12 Wo.)Dance | Charteinstieg in UK erst 1993 |
| 1993 | Caught in the Middle Natural Thing | UK24 (3 Wo.)UK | — | — | — |                               |
| 1994 | I Want You Natural Thing           | UK28 (3 Wo.)UK | US44 (14 Wo.)US | R&B78 (6 Wo.)R&B | Dance1 (14 Wo.)Dance |                               |
| 1994 | Caught in the Middle (Remix)       | UK14 (5 Wo.)UK | — | — | Dance1 (23 Wo.)Dance |                               |
| 1996 | Never Had a Love Like This Before  | UK87 (1 Wo.)UK | — | — | — | mit Steven Dante              |
| 1997 | So Good / Free Love ’98            | UK15 (4 Wo.)UK | — | — | — |                               |
| 1998 | Bad Girls                          | UK17 (5 Wo.)UK | — | — | — |                               |

Weitere Singles
- 1980: The Bed’s Too Big without You / Since You’ve Been Gone (Blue Inc INC 11) – als Julie Roberts
- 1983: Fool For You / It’s Been a Long Long Time (Bluebird BR 3) – als Julie Roberts
- 1984: The Old Rugged Cross
- 1984: I Don’t Want to Lose You
- 1985: Ain’t You Had Enough Love
- 1985: More Than One Night
- 1992: Another Place Another Day Another Time
- 1999: No One Can Love You More

### Gastbeiträge
| Jahr | Titel Album  | Höchstplatzierung, Gesamtwochen, AuszeichnungChartplatzierungen (Jahr, Titel, Album, Platzierungen, Wochen, Auszeichnungen, Anmerkungen) | Höchstplatzierung, Gesamtwochen, AuszeichnungChartplatzierungen (Jahr, Titel, Album, Platzierungen, Wochen, Auszeichnungen, Anmerkungen) | Höchstplatzierung, Gesamtwochen, AuszeichnungChartplatzierungen (Jahr, Titel, Album, Platzierungen, Wochen, Auszeichnungen, Anmerkungen) | Höchstplatzierung, Gesamtwochen, AuszeichnungChartplatzierungen (Jahr, Titel, Album, Platzierungen, Wochen, Auszeichnungen, Anmerkungen) | Anmerkungen                                       |
| Jahr | Titel Album  | UK | US | R&B | Dance | Anmerkungen                                       |
| ---- | ------------ | --- | --- | --- | --- | ------------------------------------------------- |
| 2001 | Needin’ U II | UK11 (5 Wo.)UK | — | — | Dance1 (13 Wo.)Dance | David Morales pres. The Face feat. Juliet Roberts |